# Кампионе II (Кротоне)
Кампионе II је насеље у Италији у округу Кротоне, региону Калабрија.
Према процени из 2011. у насељу је живело 24 становника. Насеље се налази на надморској висини од 134 м.